# عصر اژدها: ریشه‌ها
عصر اژدها: ریشه‌ها (انگلیسی: Dragon Age: Origins) یک بازی ویدئویی در سبک نقش‌آفرینی است که توسط بایوور توسعه یافته و به‌وسیلهٔ الکترونیک آرتس در نوامبر ۲۰۰۹ برای پلت‌فرم‌های اکس‌باکس ۳۶۰، پلی‌استیشن ۳، و مایکروسافت ویندوز، و دسامبر ۲۰۰۹ برای مک‌اواس منتشر شده‌است.
یک بسته الحاقی تحت عنوان بیداری در مارس ۲۰۱۰ برای این بازی در دسترس قرار گرفت، و دو دنباله عصر اژدها ۲ و عصر اژدها: تفتیش عقاید در سال‌های ۲۰۱۱ و ۲۰۱۴ در ادامه منتشر شدند.

## بازتاب ها
| گردآورنده | امتیاز                                |
| --------- | ------------------------------------- |
| متاکریتیک | (PC) ۹۱/۱۰۰ (PS3) ۸۷/۱۰۰ (X360) ۸۶/۱۰ |

| ناشر           | امتیاز |
| -------------- | ------ |
| گیم اینفورمر   | ۹/۱۰   |
| گیم رولیشن     | A-     |
| گیم‌اسپات       | ۸.۵/۱۰ |
| گیم‌اسپای       | [ ۸ ]  |
| گیمز ریدار+    | [ ۹ ]  |
| جاینت بامب     | [ ۱۰ ] |
| آی‌جی‌ان         | ۸.۷/۱  |
| VideoGamer.com | ۸/۱۰   |